# Hospital Puerto Montt
El Hospital Puerto Montt, cuyo nombre oficial es Hospital Puerto Montt Dr. Eduardo Schütz Schroeder, es un recinto hospitalario de alta complejidad, parte de la red asistencial del Servicio de Salud Reloncaví, ubicado en la ciudad de Puerto Montt, Chile.

## Historia
Con la fundación de la ciudad en 1853, se destinó un terreno para la atención de enfermos ubicado en las calles Benavente con Pedro Montt. Debido a la precariedad de la instalación, se habilitó un nuevo lugar en calle Chillán en 1856, con capacidad para 4 pacientes. Con la extensión de la ciudad, el recinto es demolido y se comienza a construir un nuevo hospital, denominado Hospital Santa María, que comenzó sus funciones en 1876.
Esta nueva edificación se habilitó clínicamente en 1882 con 50 camas, y funcionó para la atención de todas las enfermedades hasta la construcción del Hospital Regional de Puerto Montt, que fue inaugurado el 1 de febrero de 1938, con capacidad para 200 camas. El edificio fue seriamente dañado por el terremoto de 1960 y fue finalmente abandonado en 1972.
En febrero de 1972 fue inaugurado el Hospital Base de Puerto Montt con capacidad para 440 camas. Fue ampliado en los años 1980 y 1990, y en el año 2007 comenzó la normalización del proyecto nuevo Hospital Puerto Montt. En el año 2009 se compraron los terrenos en el sector de Cayenel, cercano al acceso norte de la ciudad. El 1 de noviembre de 2014 el nuevo hospital comenzó a funcionar con todos los servicios instalados en el nuevo recinto.